# 守旧派
守旧派（しゅきゅうは, Old Guard）とは、何らかの改革・革新（Reform）の動きに対して、現状維持を望む勢力およびの従来の考えの側の勢力のことをさす。
中国史では、清末におけるいわゆる変法自強運動に際し、改革派を洋務派、反対派を守旧派と呼んだことがある。 朝鮮近代史においては、清からの独立と近代化を目指した開化派に対し、封建制度を維持しようとした勢力に対して用いられる。

## 最近の政治における守旧派
日本において「守旧派」は、宮澤改造内閣の際に不遇となった「羽田派」の一人小沢一郎が、当時の主流派「小渕派」や政治改革に反対し中選挙区制維持を訴えていた派閥に対して使って以降、政治の場以外でもひろく用いられるようになった。